# Frank Tate
Frank Tate (Detroit, 27 agosto 1964) è un ex pugile statunitense.

## Palmarès
Olimpiadi
- 1 medaglia:
  - 1 oro (pesi medioleggeri a Los Angeles 1984). Al secondo turno ha superato l'italiano Romolo Casamonica.